# Tulipa sprengeri
Tulipa sprengeri là một loài thực vật có hoa trong họ Liliaceae. Loài này được Baker mô tả khoa học đầu tiên năm 1894.